# Neues Rathaus (Pirmasens)

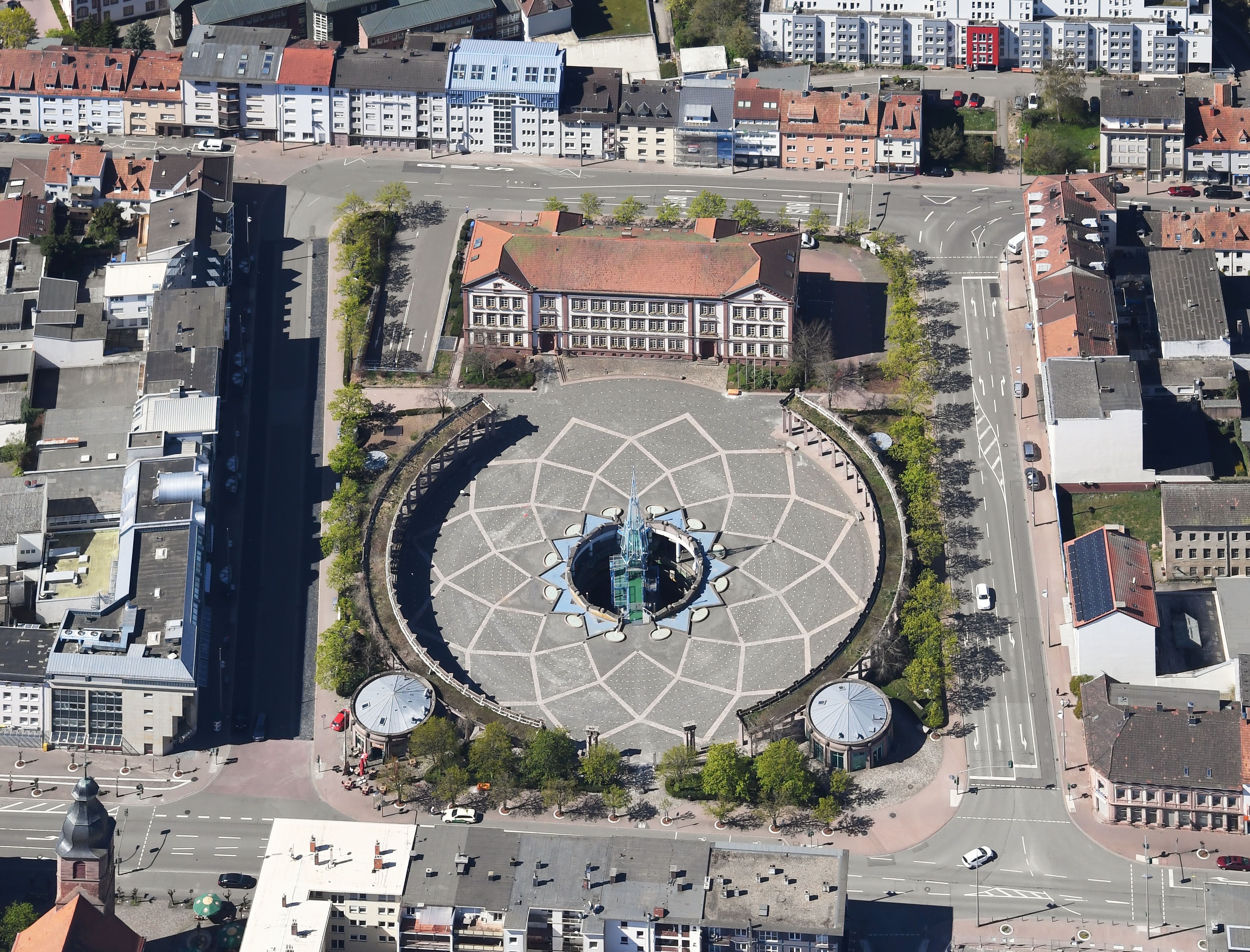
Luftbild des Neuen Rathauses und des Exerzierplatzes

Das Neue Rathaus ist ein denkmalgeschütztes spätklassizistisches Gebäude im Zentrum von Pirmasens. Seit der Nachkriegszeit nach dem Zweiten Weltkrieg dient es als Rathaus der Stadt. Erbaut wurde es 1879 ursprünglich als Exerzierplatzschule mit einer Volksschule. Später zog für mehrere Jahrzehnte das altsprachliche Gymnasium ein, der Vorläufer des heutigen Immanuel-Kant-Gymnasiums. Erst seit 1962 wird das komplette Gebäude von der Stadtverwaltung benutzt.

## Lage
Das Rathaus liegt inmitten des Exerzierplatzes, dem ehemaligen Aufmarschplatz der Soldaten des Landgrafen Ludwigs IX. von Hessen-Darmstadt. Schräg gegenüber liegen am Rande des Platzes die spätbarocke Johanneskirche und das Jugendstilgebäude der früheren Bayerischen Staatsbank.

## Geschichte
Als die Stadt durch den wirtschaftlichen Aufschwung nach dem Deutsch-Französischen Krieg 1871 und den Anschluss an die Eisenbahn 1875 stark zu wachsen begann, entstand bald der Wunsch nach einem neuen Schulgebäude. Die alten Schulgebäude der Stadt stammten allesamt noch aus der Landgrafenzeit und waren schon lange zu klein für einen zeitgemäßen Schulbetrieb.
Als Bauplatz wählte man den Exerzierplatz, der sich noch von der nördlichen bis zur südlichen Ringstraße erstreckte und bis dahin völlig unbebaut geblieben war. Von 1878 bis 1879 errichtete der Stadtbauschaffner M. Elle das Gebäude mit 24 Lehrsälen und einer Turnhalle. Es handelte sich um den ersten repräsentativen Neubau in der aufstrebenden Stadt, dem in den nächsten Jahren noch viele weitere wie das Bezirksamt, die Hauptpost oder der Hauptbahnhof folgen sollten. Es blieb aufgrund des fortgesetzten Bevölkerungswachstum auch nicht lange der letzte Schulneubau, denn schon 1886/87 erfolgte der Bau der Matzenbergschule, die offiziell Germaniaschule hieß.
In den nächsten Jahren wurde der Nord- und der Südteil des Exerzierplatzes ebenfalls bebaut und er nahm seine heutige Größe zwischen der nördlichen und südlichen Exerzierplatzstraße an. Von der damals errichteten umliegenden Bebauung blieben nur die Häuser Schlossstraße 20 und Exerzierplatzstraße 12 bis heute erhalten.
Der Nordflügel des Gebäudes sollte bis 1945 dauerhaft die Volksschule beherbergen, während der Südflügel von wechselnden weiterführenden Schulen bezogen wurde. Den Anfang machte ab 1888 die neu gegründete Kgl. Realschule, das heutige Leibniz-Gymnasium, die die ersten vier Jahre ihres Bestehens den Südteil des Exerzierplatzschulhauses nutzte, bevor sie 1892 ein eigenes Gebäude in der Luisenstraße erhielt. Für 18 Jahre hatte die Volksschule den Bau wieder für sich, bevor 1910 das altsprachliche Gymnasium den Südflügel bezog.
Im Zweiten Weltkrieg wurde das Gebäude von Brandbomben getroffen, die Volksschule im Nordflügel brannte vollständig aus. Im Südflügel konnten die untersten beiden Stockwerke durch den Einsatz des Hausmeisters, eines Gymnasiallehrers und eines Schülers der benachbarten Oberrealschule vor dem Feuer gerettet werden. Nachdem man den Bau notdürftig wiederhergerichtet hatte, zogen ab Ende 1945 für kurze Zeit alle drei höheren Schulen der Stadt in die Exerzierplatzschule, obwohl das Gebäude immer noch kein Dach besaß. Im Herbst 1946 konnten die Oberrealschule und die Mädchenoberrealschule (heute Hugo-Ball-Gymnasium) in die Schuhfachschule in der Lemberger Straße umziehen, die bis dahin vom französischen Militär besetzt wurde.
Bis Mitte 1947 war der Wiederaufbau abgeschlossen. Das altsprachliche Gymnasium hatte den Südteil des Gebäudes wieder für sich, während in den Nordflügel die Stadtverwaltung einzog. Das Alte Rathaus war im Krieg bis auf die Außenmauern vollständig zerstört worden, provisorisch hatte die Stadtverwaltung in der Zwischenzeit das Gebäude des Arbeitsamts in der Maler-Bürkel-Straße bezogen. Mit dem Einzug der Stadtverwaltung im Schulhaus ergab sich das Kuriosum, dass der Bau für über ein Jahrzehnt Rathaus und Schulgebäude zugleich war. Weil die Stadtverwaltung ihre Ämter in diesem Gebäude konzentrieren wollte, plante man ab Ende der 50er Jahre einen Neubau für das Gymnasium. Im Oktober 1962 wurde das neue Gebäude in der Wörthstraße auf dem Horeb fertiggestellt und das staatliche altsprachliche Gymnasium zog nach 52 Jahren aus dem Altbau aus. Die Nutzung als Schulhaus ging damit endgültig zu Ende und es dient seitdem ausschließlich als Sitz der Stadtverwaltung. 1985 wurde das Dach mit den zwei Giebeln nach historischem Vorbild rekonstruiert.

## Architektur
Das Neue Rathaus ist ein dreigeschossiger Putzbau mit zwei Seitenrisaliten. Die Fassade ist nüchtern und schmucklos gestaltet und besitzt eine für den Klassizismus übliche strenge Gliederung. Im Gegensatz zu den wenige Jahre später entstandenen Bauten verzichtete man bei ihr noch auf historistischen Prunk. Trotzdem besitzt das Gebäude eine repräsentative Wirkung, gerade durch die prominente Stelle auf dem zentralen Platz der Stadt, dessen heutige Gestaltung nach Plänen von Paolo Portoghesi mit ihren umlaufenden Kolonnaden wesentlich auf das Rathaus ausgerichtet ist.